# 卡沃海
卡沃海（Khawhai），是印度米佐拉姆邦Champhai县的一个城镇。总人口2408（2001年）。

## 人口
该地2001年总人口2408人，其中男性1221人，女性1187人；0—6岁人口418人，其中男213人，女205人；识字率78.16%，其中男性为78.79%，女性为77.51%。